# 1983年の鉄道
1983年の鉄道（1983ねんのてつどう）とは、1983年（昭和58年）に起こった鉄道関係の出来事をまとめたページである。
1982年の鉄道 - 1983年の鉄道 - 1984年の鉄道

## 出来事の一覧

### 1月
- 1月10日
  - 日本国有鉄道
    - （無人化） 桜岡駅・伊香牛駅・中愛別駅・天幕駅・中越駅・奥白滝駅（現・奥白滝信号場）・上白滝駅・下白滝駅（現・下白滝信号場）・瀬戸瀬駅・安国駅・金華駅（現・金華信号場）・緋牛内駅・西女満別駅・呼人駅（石北本線）
- 1月20日
  - 熊本市交通局
    - （新駅開業） 県立体育館前停留場（上熊本線 上熊本駅前駅 - 本妙寺入口停留場間）

### 2月
- 2月8日
  - 大阪市交通局
    - （延伸開業） 谷町線 大日駅 - 守口駅 (1.8km)
    - （新駅開業） 大日駅（谷町線）

### 3月
- 3月22日
  - 日本国有鉄道
    - （電化） 唐津線 唐津駅 - 西唐津駅 (2.2km・直流1500V)
    - （電化） 筑肥線 姪浜駅 - 唐津駅 (42.6km・直流1500V)
    - （高架化） 姪浜駅（筑肥線）
    - （延伸開業） 筑肥線 東唐津駅 - 唐津駅 (3.3km)
    - （路線移設） 筑肥線 虹ノ松原駅 - 東唐津駅
    - （新駅開業） 和多田駅（筑肥線）
    - （駅移設） 東唐津駅（筑肥線）
    - （路線廃止） 筑肥線 博多駅 - 姪浜駅、東唐津駅 - 山本駅
    - （駅廃止） 筑前簑島駅、筑前高宮駅、小笹駅、鳥飼駅、西新駅、鏡駅、久里駅（筑肥線）

  - 福岡市交通局
    - （延伸開業） 1号線 姪浜駅 - 室見駅 (1.5km)、中洲川端駅 - (仮)博多駅 (1.7km)
    - （新駅開業） 姪浜駅、祇園駅、(仮)博多駅（1号線）

### 4月
- 4月1日
  - 日本国有鉄道
    - （貨物営業廃止） 志布志線 西都城駅 - 志布志駅

  - 仙台臨海鉄道
    - （新線開業） 仙台西港線 仙台港駅 - 仙台西港駅 (2.5km)
    - （新駅開業） 仙台西港駅（仙台西港線）

- 4月27日
  - 日本国有鉄道
    - （新駅開業） 自治医大駅（東北本線 小金井駅 - 石橋駅間）

### 6月
- 6月1日
  - 東武鉄道
    - （路線廃止） 熊谷線 熊谷駅 - 妻沼駅
    - （駅廃止） 熊谷駅、上熊谷駅、大幡駅、妻沼駅（熊谷線）
- 6月5日
  - 南海電気鉄道
    - （複線化） 高野線 千早口駅 - 天見駅、紀見峠駅 - 御幸辻駅
    - （信号所廃止） 橋谷信号所（高野線）
- 6月15日
  - 名古屋鉄道
    - （ワンマン運転開始） 美濃町線 新関駅 - 美濃駅（昼間時）
- 6月17日
  - 神戸市交通局
    - （延伸開業） 山手線 大倉山駅 - 新長田駅 (4.3km)
    - （新駅開業） 大倉山駅、湊川公園駅、上沢駅、長田駅（山手線）
- 6月21日
  - 日本国有鉄道
    - （複線化） 中央本線（中央東線） 小淵沢駅 - 信濃境駅
- 6月24日
  - 帝都高速度交通営団
    - （延伸開業） 有楽町線 営団成増駅 - 池袋駅 (9.3km)
    - （新駅開業） 営団成増駅、営団赤塚駅、平和台駅、氷川台駅、小竹向原駅、千川駅、要町駅（有楽町線）

### 7月
- 7月5日
  - 日本国有鉄道
    - （新線開業） 中央本線（中央東線） 岡谷駅 - みどり湖駅 - 塩尻駅 (11.7km)
    - （新駅開業） みどり湖駅（中央本線(中央東線)）
    - （支線化） 中央本線 岡谷駅 - 辰野駅 - 塩尻駅
- 7月21日
  - 東武鉄道
    - （複線化） 野田線 新柏駅 - 増尾駅
    - （新駅開業） 新柏駅（野田線 柏駅 - 増尾駅間）

  - 名古屋鉄道
    - （新駅開業） 阿久比駅（河和線 坂部駅 - 椋岡駅間）

### 8月
- 8月8日
  - 日本旅客鉄道
    - （新駅開業） 朝日駅（関西本線 桑名駅 - 富田駅間）
- 8月21日
  - 名古屋鉄道
    - （路線延長） 瀬戸線 (20.5km←20.4km)
    - （高架化） 瀬戸線 森下駅 - 矢田駅

### 9月
- 9月1日
  - 日本国有鉄道
    - （貨物営業廃止） 瀬棚線 国縫駅 - 瀬棚駅

  - 近畿日本鉄道
    - （路線廃止） 東信貴鋼索線 信貴山下駅 - 信貴山駅
    - （駅廃止） 信貴山駅（東信貴鋼索線）
- 9月22日
  - 山万
    - （延伸開業） ユーカリが丘線 中学校駅 - 井野駅 - 公園駅 (1.3km)
    - （新駅開業） 井野駅（ユーカリが丘線）

### 10月
- 10月1日
  - 日本国有鉄道
    - （新駅開業） 土呂駅（東北本線 大宮駅 - 東大宮駅間）
    - （新駅開業） 大阪城公園駅（大阪環状線 森ノ宮駅 - 京橋駅間）

  - 西武鉄道
    - （新線開業） 西武有楽町線 新桜台駅 - 小竹向原駅 (1.2km)
    - （新駅開業） 新桜台駅、小竹向原駅（西武有楽町線）
- 10月12日
  - 日本国有鉄道
    - （信号場廃止） 東塩尻信号場（中央本線）
- 10月23日
  - 日本国有鉄道
    - （路線廃止） 白糠線 白糠駅 - 北進駅
    - （駅・仮乗降場廃止） 上白糠駅、共栄仮乗降場、茶路駅、縫別駅、上茶路駅、下北進駅、北進駅（白糠線）

### 11月
- 11月1日
  - 日本国有鉄道
    - （貨物営業廃止） 日中線 喜多方駅 - 会津加納駅
- 11月15日
  - 日本国有鉄道
    - （信号場廃止） 平出信号場（中央本線）
- 11月30日
  - 近畿日本鉄道
    - （新駅開業） 佐味田川駅（田原本線 大輪田駅 - 池部駅間）

### 12月
- 12月1日
  - 日本国有鉄道
    - （旅客営業廃止） 鹿島線 鹿島神宮駅 - 北鹿島駅

  - 鹿島臨海鉄道
    - （旅客営業廃止） 鹿島臨港線 北鹿島駅 - 鹿島港南駅
    - （駅廃止） 鹿島港南駅（鹿島臨港線）
    - （客扱い廃止） 神栖駅（鹿島臨港線）

  - 西武鉄道
    - （複線化） 拝島線 武蔵砂川駅（未開業） - 西武立川駅
- 12月4日
  - 京阪電気鉄道
    - （昇圧） 京阪本線 (直流600V→直流1,500V)
    - （昇圧） 宇治線 (直流600V→直流1,500V)
    - （昇圧） 交野線 (直流600V→直流1,500V)
- 12月8日
  - 日本国有鉄道
    - （複線化） 日豊本線 柳ヶ浦駅 - 豊前長洲駅
- 12月12日
  - 西武鉄道
    - （新駅開業） 武蔵砂川駅（拝島線 玉川上水駅 - 西武立川駅間）
- 12月22日
  - 埼玉新都市交通
    - （新線開業） 伊奈線 大宮駅 - 羽貫駅 (11.6km)
    - （新駅開業） 大宮駅、大成駅、加茂宮駅、東宮原駅、今羽駅、吉野原駅、原市駅、沼南駅、丸山駅、志久駅、伊奈中央駅、羽貫駅（伊奈線）
- 12月23日
  - 東京都交通局
    - （延伸開業） 新宿線 東大島駅 - 船堀駅 (1.7km)
    - （新駅開業） 船堀駅（新宿線）
- 12月31日
  - 日本国有鉄道
    - （貨物営業廃止） 倉吉線 倉吉駅 - 西倉吉駅

## 主なダイヤ改正
- 1月22日
  - 東京急行電鉄
    - 田園都市線 渋谷駅 - 長津田駅で急行運転開始。
- 3月18日
  - 名古屋鉄道
- 3月22日
  - 日本国有鉄道・福岡市交通局
    - （相互直通運転開始） 筑肥線 - 1号線
- 7月21日
  - 名古屋鉄道（河和線）
- 8月21日
  - 名古屋鉄道（瀬戸線）
- 9月23日
  - 名古屋鉄道（津島線）
- 10月1日
  - 西武鉄道・帝都高速度交通営団
    - （直通運転開始） 西武有楽町線 - 有楽町線（営団車両のみで運用）

## 災害・不通・事故・事件など

### 6月
- 6月21日
  - 鹿児島交通
    - （災害・不通） 枕崎線 伊集院駅 - 枕崎駅（豪雨のため）

### 7月
- 7月1日
  - 鹿児島交通
    - （運転再開） 枕崎線 日置駅 - 加世田駅（豪雨のため6月21日から運休）

## 鉄道車両

### 新系列・新形式
- 日本国有鉄道
  - DD17形ディーゼル機関車
  - 713系電車
  - キハ37形気動車
  - チサ9000形貨車
  - ホサ8100形貨車
- 西武鉄道
  - 3000系電車
- 東武鉄道
  - 10000系電車
- 帝都高速度交通営団
  - 01系電車
- 江ノ島電鉄
  - 1200形電車
- 京阪電気鉄道
  - 6000系電車
- 近畿日本鉄道
  - 6600系電車
- 南海電気鉄道
  - 30000系電車
- 広島電鉄
  - 800形電車（2代）

### 譲渡形式
- 上田交通 ← 東京急行電鉄
  - クハ290形電車
- 高松琴平電気鉄道 ← 三岐鉄道
  - 1013・1063形電車

### 消滅形式
- 日本国有鉄道
  - EF10形電気機関車
  - ホラ100形貨車
  - タム600形貨車
  - タム900形貨車
  - タム8400形貨車
  - タサ5300形貨車
  - タキ400形貨車
  - タキ1200形貨車（2代）
  - タキ3800形貨車
  - タキ4600形貨車
  - タキ6000形貨車（2代）
  - タキ6650形貨車
  - タキ10400形貨車
  - タキ10550形貨車
  - タキ18400形貨車
  - ホキ4200形貨車
  - ホキ6900形貨車
  - シサ10形貨車
- 東武鉄道
  - キハ2000形気動車
- 京阪電気鉄道
  - 600系電車（2代）
  - 1300系電車

### 受賞
- 第26回ブルーリボン賞 - 京浜急行電鉄 2000形電車
- 第23回ローレル賞
  - 日本国有鉄道 200系新幹線電車
  - 熊本市交通局 8200形電車